# Bernhard Müllers
Bernhard Müllers (* 1968 in Greding) ist ein deutscher Organist, Kirchenmusiker und Musiklehrer.
Müllers begann seine Ausbildung an der Berufsfachschule für Musik in Plattling. Ab 1986 studierte er an der jetzigen Hochschule für Katholische Kirchenmusik und Musikpädagogik Regensburg. 1991 legte er die Diplom-Musiklehrerprüfung im Hauptfach Orgel und Nebenfach Klavier ab. Das aufbauende Studium an der Hochschule für Musik und Theater München absolvierte er 1994 mit der Diplom-A-Kirchenmusiker-Prüfung.
1990 wurde er zum Chordirektor der Basilika St. Martin in Amberg ernannt. 2001 folgte die Ernennung zum Dekanatskirchenmusiker und 2009 zum Regionalkantor der Region Amberg-Sulzbach. Seit der Neuorganisation der Kirchenmusik im Bistum gilt St. Martin als "Leuchtturmstelle", die Vorbild ist für qualitativ hochwertige und reichhaltige Kirchenmusik. 2010 rief Müllers die Konzertreihe "Amberger Orgelmusik" an der Sandtner-Orgel der Schulkirche (Amberg) ins Leben. Die 30-minütigen Konzerte finden von Juli bis Mitte September an jedem Samstag um 12.00 Uhr statt.